# コンとコトン
『コンとコトン』は、NHK総合で2018年4月13日から 2019年3月16日未明まで、毎週金曜日23時55分から翌0時25分に放送されていた再放送番組。

## 概要
NHKのコント番組をもう一度見てみようという番組。
コムアイとスーパー・ササダンゴ・マシンが、バーやアパートを模したセットで過去のコント番組を視聴し、感想を述べる。
主にサラリーマンNEOや祝女、七人のコント侍を取り上げる。当時の出演者（生瀬勝久など）がコメントを寄せる事もある。
2019年2月15日、“新作コントやっちゃいましたSP”として、新作コントドラマ２本（「顔じゃない」「ベテラン声優」）が放送された。出演は生瀬勝久、麻生祐未、八十田勇一、池田鉄洋。ゲスト出演に梶裕貴、石川由依。そして、番組MCのコムアイとスーパー・ササダンゴ・マシンもメインキャストとして登場した。